# Tenerina
La tenerina, detta anche torta regina del Montenegro o Montenegrina in onore di Elena Petrovich del Montenegro moglie di Vittorio Emanuele III, è un dolce tipico del Ferrarese.
L'ingrediente principale della torta è il cioccolato fondente impastato con uova, burro,  e farina.  La sua particolarità è che una volta sfornata sarà caratterizzata da una crosticina sopra e un cuore tenero e cremoso. In dialetto ferrarese veniva anche chiamata "Torta Taclenta" o "Torta Tacolenta", che in italiano significa appiccicosa, proprio per la sua consistenza interna molto morbida che si scioglie in bocca.

## Ingredienti
- Cioccolato fondente 200 g
- Burro 100 g
- Uova 3 medie
- Zucchero 150 g
- Farina 3 cucchiai rasi
- Zucchero a velo qb

## Preparazione[6]
Per preparare la torta è necessario innanzitutto porre il cioccolato fondente, precedentemente tagliato a pezzi, in una casseruola e farlo fondere a bagnomaria. Quando sarà fuso aggiungere il burro e mescolare spesso in modo che non rimangano grumi nel composto. Togliere dal fuoco e lasciare intiepidire. Successivamente dividere i tuorli dagli albumi; unire i tuorli allo zucchero, poi aggiungere al composto la farina setacciata, quindi la crema di cioccolato intiepidita. A parte montate a neve gli albumi, incorporateli al composto con un cucchiaio in legno, o con una spatola apposita per dolci, mescolando lentamente dal basso verso l'alto facendo attenzione a non smontarli.

## Cottura
Foderare una teglia del diametro che varia dai 24 ai 26 centimetri con la carta forno (consiglio: perché la carta forno aderisca meglio alla teglia, meglio bagnarla prima). Versateci l'impasto in modo uniforme e infornare a forno già caldo a 180° per 20-25 minuti al massimo. Una volta sfornata e fatta raffreddare, se piace, spolverare con dello zucchero a velo. Conservare il dolce anche a temperatura ambiente per un massimo di 3-4 giorni.

## Varianti
Esistono varie varianti moderne che si allontanano molto dalla tradizione ferrarese:
- Tenerina di zucca;[7]
- Tenerina al cioccolato bianco;[8]
- Tenerina al cocco;[9]
- Tenerina argentana (Argenta - Provincia di Ferrara; prevede l'utilizzo della farina di castagne).[10]